# Léopold Hounkanrin
Léopold Hounkanrin är en friidrottare från Benin. Han deltog vid olympiska sommarspelen 1980.